# Лысая гора (Гологоры)
Лысая гора — одна из вершин холмистой гряды Гологоры. Расположена западнее села Червоное (Золочевский район, Львовская область).
Высота горы — 412 м. Западные и северные склоны крутые, южные и восточные — пологие. Состоит преимущественно из серых мергелей, перекрытых толщей песков и песчаников. Покрыта в основном лугово-степной реликтовой растительностью, местами попадаются сосновые насаждения. Около 20 видов растений занесены в Красную книгу Украины, среди них — Carlina onopordifolia, прострел большой, ятрышник шлемоносный и другие.
На склонах горы расположена заповедная территория — урочище Лысая Гора.